# Moeng
Moeng é uma vila localizada no Distrito Central em Botswana. Contava, em 2011, com uma população estimada de 11 habitantes. Possui o internato Colégio Moeng, que oferece ensino médio a mais de 1 500 alunos.